# Calice al Cornoviglio
Calice al Cornoviglio es una localidad y comune italiana de la provincia de La Spezia, región de Liguria, con 1.201 habitantes.

## Evolución demográfica
| Gráfica de evolución demográfica de Calice al Cornoviglio entre 1861 y 2001 |
|                                                                             |
| Fuente ISTAT - elaboración gráfica de Wikipedia                             |